# Jacques Triger

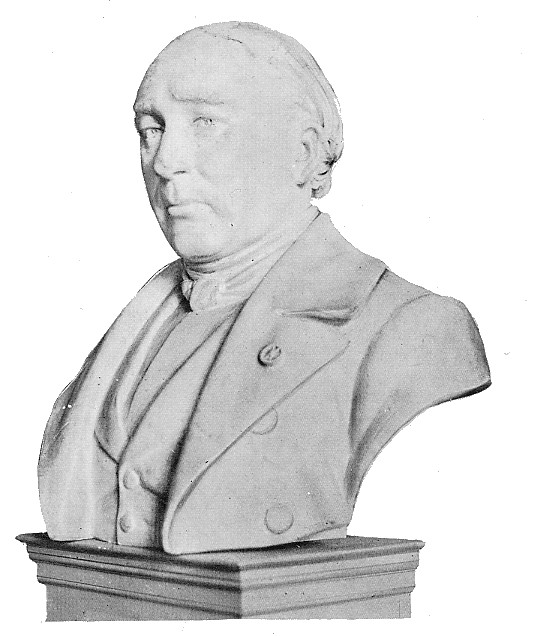
Borstbeeld van Jacques Triger

Jacques Triger (Mamers, 11 maart 1801 – Parijs, 16 december 1867), ook wel Jules genoemd ter onderscheiding van zijn broer, was een Franse ingenieur en geoloog.
Triger bedacht een werkwijze om kolenmijnen in waterige grond droog te houden door ze met perslucht onder druk te zetten. De mijnwerkers gingen langs een sluis de mijn in en de kolen gingen ook langs een sluis de mijn uit. Met die werkwijze was het mogelijk kolen te ontginnen op plaatsen waar gewone pompen de mijn niet droog konden houden. Gustave Eiffel gebruikte deze werkwijze ook voor de bouw van de fundamenten van de Eiffeltoren, aangezien twee van de vier poten in een oude loop van de Seine moesten komen te staan.
Triger overleed op een bijeenkomst van geologen in Parijs. Hij is een van de 72 Fransen wier namen in reliëf op de Eiffeltoren zijn aangebracht.
- Bibliothèque nationale de France: cb15375023p (data)
- Gemeinsame Normdatei: 1159965528
- International Standard Name Identifier: 0000 0000 0522 5226
- Nationale Bibliotheek van Tsjechië: xx0324218
- Système universitaire de documentation: 157454878
- Virtual International Authority File: 37220154
- WorldCat: E39PBJg8D3qy8m7VxKKw3Yctrq